# NBA全明星周末

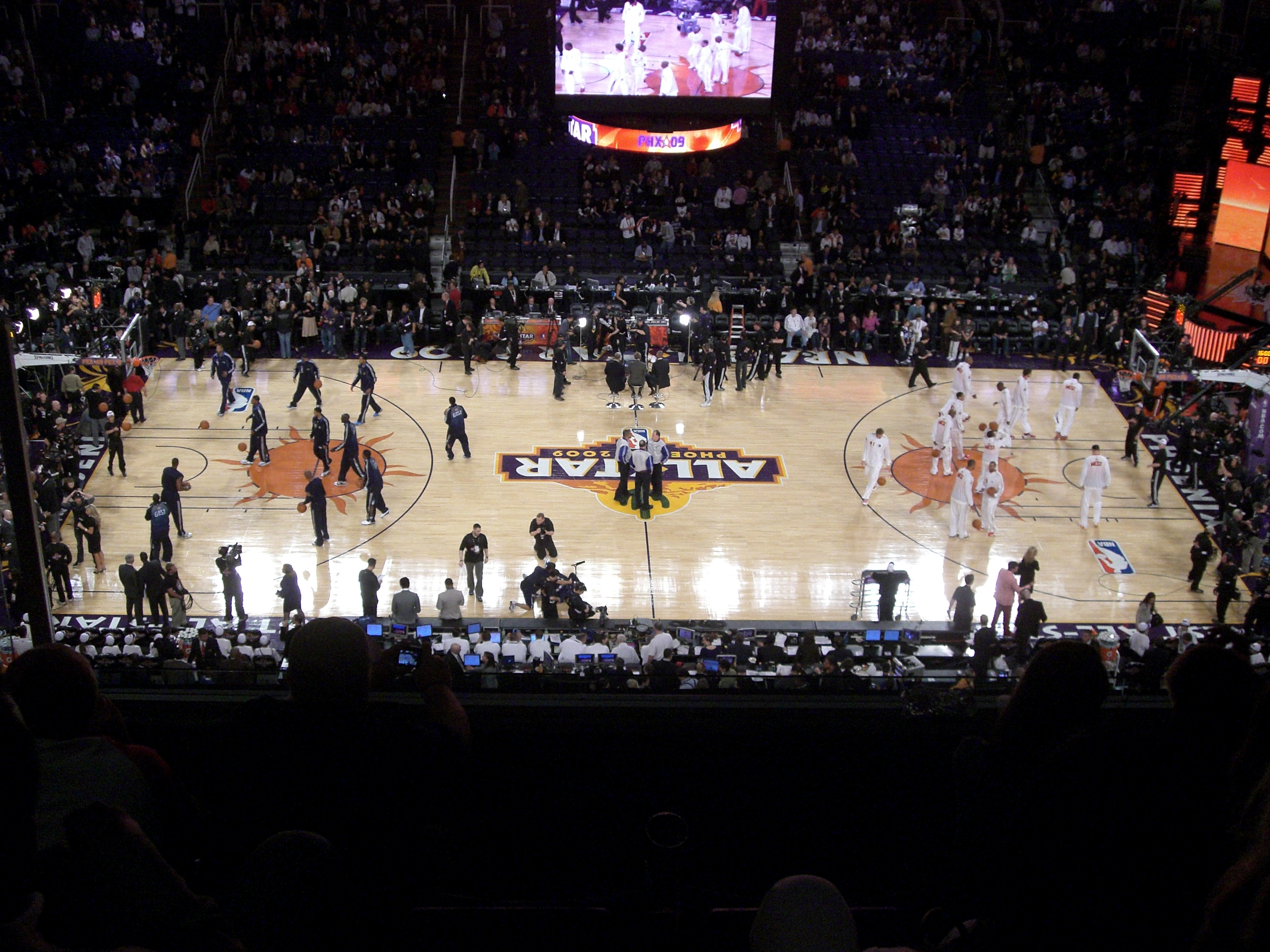
于菲尼克斯举行的2009年NBA全明星赛

NBA全明星周末是NBA每个赛季中的一项篮球娱乐活动，每年在2月左右在预先决定好的地点举行。整个NBA全明星周末包括以下几个主要活动：
- NBA全明星赛：由球迷票选出的球员组成的东西部全明星阵容进行对抗；
- NBA嘉年华：一系列与球迷之间进行互动的篮球娱乐活动；
- NBA新秀挑战赛：新秀球员（Rookie）與二年生（Sophomore）混合分队進行一場表演賽。
- NBA三分球大赛：比试球員的三分命中率；
- NBA技巧挑戰賽：一個測試球員不同類型控球技巧（例如传球、运球等）的比賽；
- NBA混合投籃賽：現時的NBA、WNBA和一名已退休的NBA球星進行一場投籃賽；
- NBA灌篮大赛：球員比试花式灌篮的技術；
- NBA全明星名人赛：退役球星、娱乐明星等参加的表演赛。

## 明星是如何被選出
通過公開投票形式，東部聯盟和西部聯盟各自選出5名先發明星球員（中鋒1名，後衛和前鋒各2名）(自2012-2013球季年開始改成後場2名，前場3名)。聯盟中的每支球隊在投票開始前會提名各自的球員。 由于贊助商的關係，選票除了通過正常比賽和網上選票兩種形式以外，贊助商也在其店舖內派發。
後備球員是由各隊主教練挑選，每隊可以選擇7名球員。為了以示公正，主教練不能挑選其執教球隊的球員。如果被選中的球員因傷或者其他事情未能如期參加比賽，NBA總裁將會挑選其他球員代替。
明星隊的主教練是由每個聯盟在明星週末前戰績最好的主教練所擔任，但教練不得連任，如果連續兩年戰績最佳，則改為戰績第二佳的教練擔任。

## NBA全明星周六夜
NBA全明星周六夜是NBA全明星赛開賽前一日舉行。該日將會舉行四場賽事，分別為（依順序）NBA混合投籃賽、NBA技巧挑戰賽、NBA三分球大賽及NBA灌籃大賽。以往四場比賽的參賽者都只會代表其球隊，但由2013年全明星周末開始將會分東西兩岸進行較勁，參賽者不但代表球隊，而且還代表該球隊的聯盟。首先每場比賽第一輪會由聯盟中的參賽者對決，然後成績最好的參賽者將代表該聯盟與另一聯盟的最佳成績者進行最後對決，因此也多了計分制。第一輪完結後各聯盟參賽者的成績將會加在一起，成績最好的聯盟將會加分。如該參賽者勝出，其代表的聯盟也會加分。以下為各項目加分：
- NBA混合投籃賽
  - 第一輪：總時間完成最短的聯盟將加20分
  - 決賽：勝出的參賽者所屬的聯盟將加10分
- NBA技巧挑戰賽
  - 第一輪：總時間完成最短的聯盟將加30分
  - 決賽：勝出的參賽者所屬的聯盟將加10分
- NBA三分球大賽
  - 第一輪：總成績最高的聯盟將加40分
  - 決賽：勝出的參賽者所屬的聯盟將加10分
- NBA灌籃大賽
  - 第一輪：總成績最高的聯盟將加50分
  - 決賽：勝出的參賽者所屬的聯盟將加55分
  - 在第一輪，如果其中一位參賽者的灌籃獲得滿分50分，其代表的聯盟將額外加10分

最後，總分最高的聯盟將會是當晚NBA全明星周六夜的總冠軍。

## NBA全明星赛
全周末最大的盛事，東區全明星隊和西區全明星隊將會進行一場表演赛，舉行日期為星期日。